# Canto Alto
Il Canto Alto (Cat Ólt in bergamasco) è una montagna delle Prealpi Bergamasche alta 1146 m. Si trova in provincia di Bergamo, all'interno del Parco dei Colli, sopra il paese di Sorisole, al confine con il comune di Zogno. È l'ultima elevazione della dorsale che separa i corsi dei fiumi Brembo e Serio.
Nelle giornate limpide, dalla cima è possibile ammirare un panorama a 360°: a Sud è possibile osservare Bergamo e la pianura fino al profilo lontano degli Appennini; ad ovest in primo piano vi sono il Monte Linzone, il Resegone e le Grigne, sullo sfondo il Monte Rosa e il Monviso; a Nord si ergono le cime delle Prealpi Orobiche, le Alpi Orobie, la Presolana, il Pizzo Camino; a est il Monte Bronzone e le cime bresciane.
In passato è stato conosciuto con il nome di "Piz Dent" o "Pizzidente" ("piz" per la forma della vetta, "dent" dalla voce dialettale che indica il nome della valle che scende dal Canto al paese di Sorisole).

## Itinerari di salita
È una cima particolarmente frequentata, per la facilità d'accesso, grazie alla vicinanza alla città e per il notevole panorama che si può godere nelle giornate migliori.
I suoi pendii sono segnati da numerosi sentieri che permettono di raggiungere la vetta a Sud dall'abitato di Sorisole, a Est da Monte di Nese oltrepassando il Monte Cavallo, a Nord da Poscante (frazione di Zogno) e a Ovest dalla contrada Cler nel comune di Sedrina.
Il percorso più semplice è quello che parte da Monte di Nese che permette di arrivare in vetta percorrendo 3 chilometri e superando 350 metri di dislivello. L'itinerario più frequentato dagli escursionisti è quello che parte da Sorisole che consiste in un tracciato di 4 chilometri e 700 metri di dislivello. 

## Storia
Per la sua posizione strategica, come punto di osservazione sulle vie di comunicazione fra Valle Brembana e Valle Seriana, nel corso del medioevo la cima fu presidiata con un fortilizio (o bastia), prima semplice torre di avvistamento in legno, poi struttura più ampia, in muratura, con una guarnigione di dodici uomini, ripetutamente distrutto e ricostruito durante le aspre contese fra guelfi e ghibellini, definitivamente distrutto all'inizio del XIV secolo e non più ricostruito sotto la dominazione della Repubblica di Venezia (i resti sono stati scoperti nel corso degli scavi per le fondamenta della croce).

### La croce

La croce del 1902
La croce del 1952
La croce del 1979
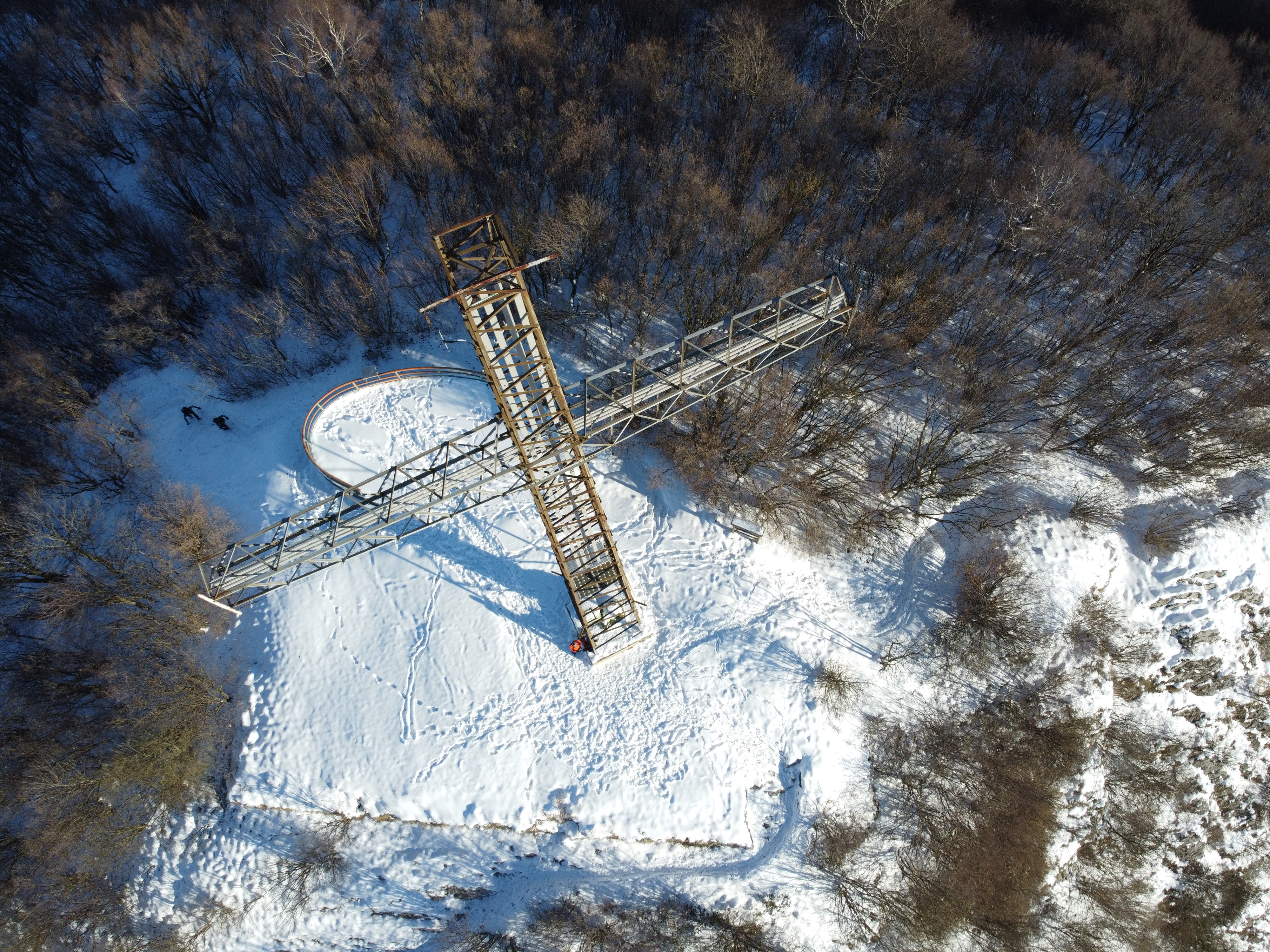
La croce nel 2019

All'inizio del XX secolo sulla cima del Canto Alto fu innalzata una prima croce a Cristo Redentore, inaugurata il 14 settembre 1902. Il monumento, finanziato con una sottoscrizione di offerte in tutta la diocesi, era composto da una base piramidale in muratura, contenente una cappella, e da una croce, per un'altezza complessiva di circa venti metri. Per le intemperie atmosferiche, l'incuria e il vandalismo, andò in rovina in neanche mezzo secolo, distrutta infine da un violento temporale nel 1948.

Su iniziativa della "Stella Alpina", sezione alpinistica dell'Unione Sportiva Olimpia di Bergamo, la croce fu ricostruita e inaugurata il 25 maggio 1952, dedicata ai caduti delle due guerre mondiali e ai caduti del bombardamento di Dalmine del 6 luglio 1944. Così il vescovo di Bergamo, Adriano Bernareggi, nell'occasione: «La Croce torni a dominare dall'alto le nostre terre bergamasche e gli uomini dal basso cerchino in essa il simbolo della fede ed il segno della speranza». Questo secondo monumento era costituito da una base in muratura, un traliccio di ferro e una croce, per un'altezza complessiva analoga a quella della struttura precedente.
Ma la seconda croce subì la stessa sorte della prima e, ripetutamente colpita da fulmini, crollò.

Per un periodo, prima della terza croce, c'è stata una croce molto semplice, di legno, alta alcuni metri, anch'essa poi caduta.
Il 2 settembre 1979 è stata inaugurata la terza croce, tuttora esistente, alta 32,5 metri, interamente costituita da traliccio metallico, realizzata dai gruppi locali dell'Associazione Nazionale Alpini.

## Rifugio
Nel settembre del 2010 è stato inaugurato il rifugio del Canto Alto, posto a 200 metri a sud della vetta, è gestito dagli Alpini di Sorisole.

## Galleria d'immagini

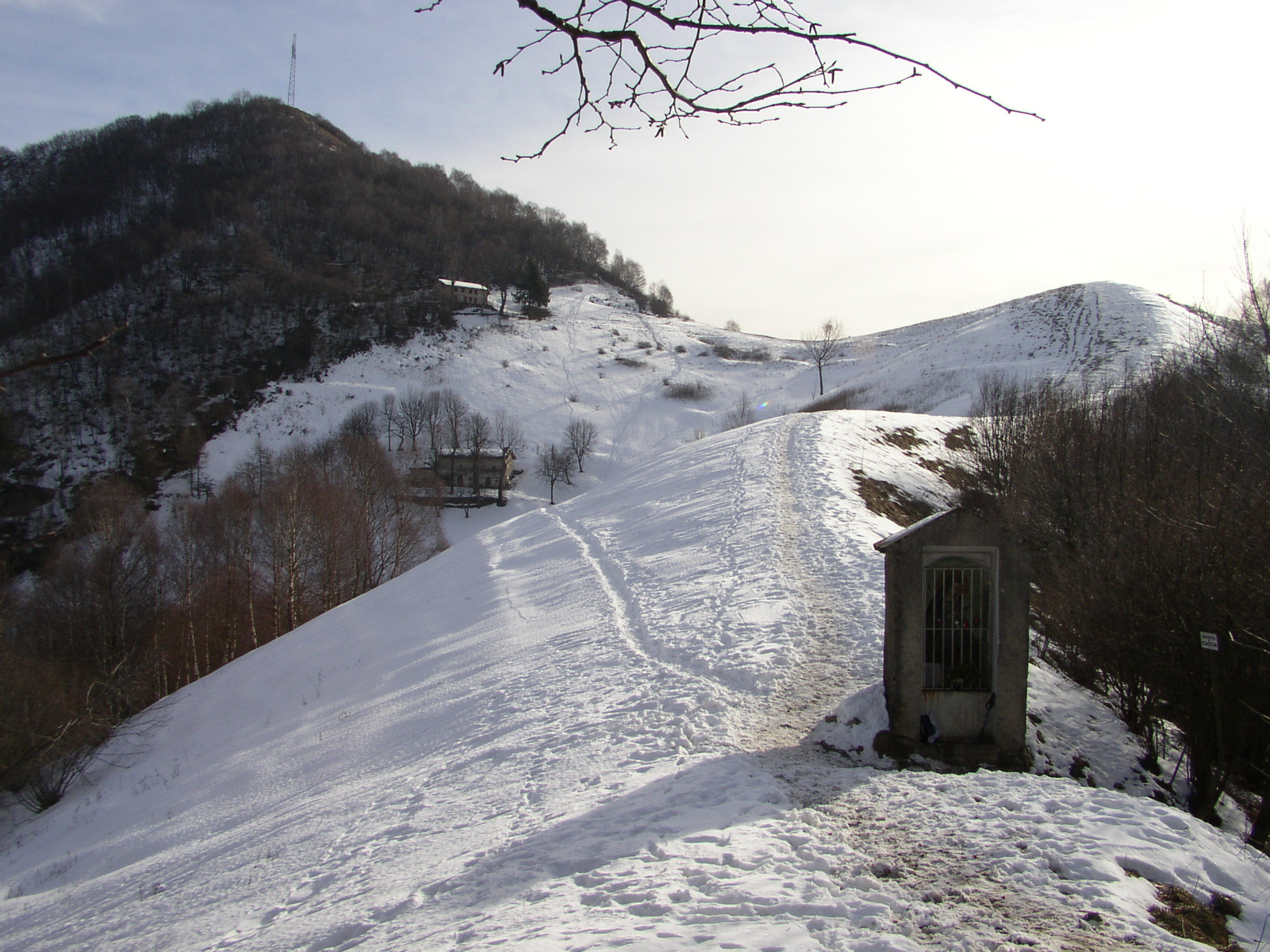
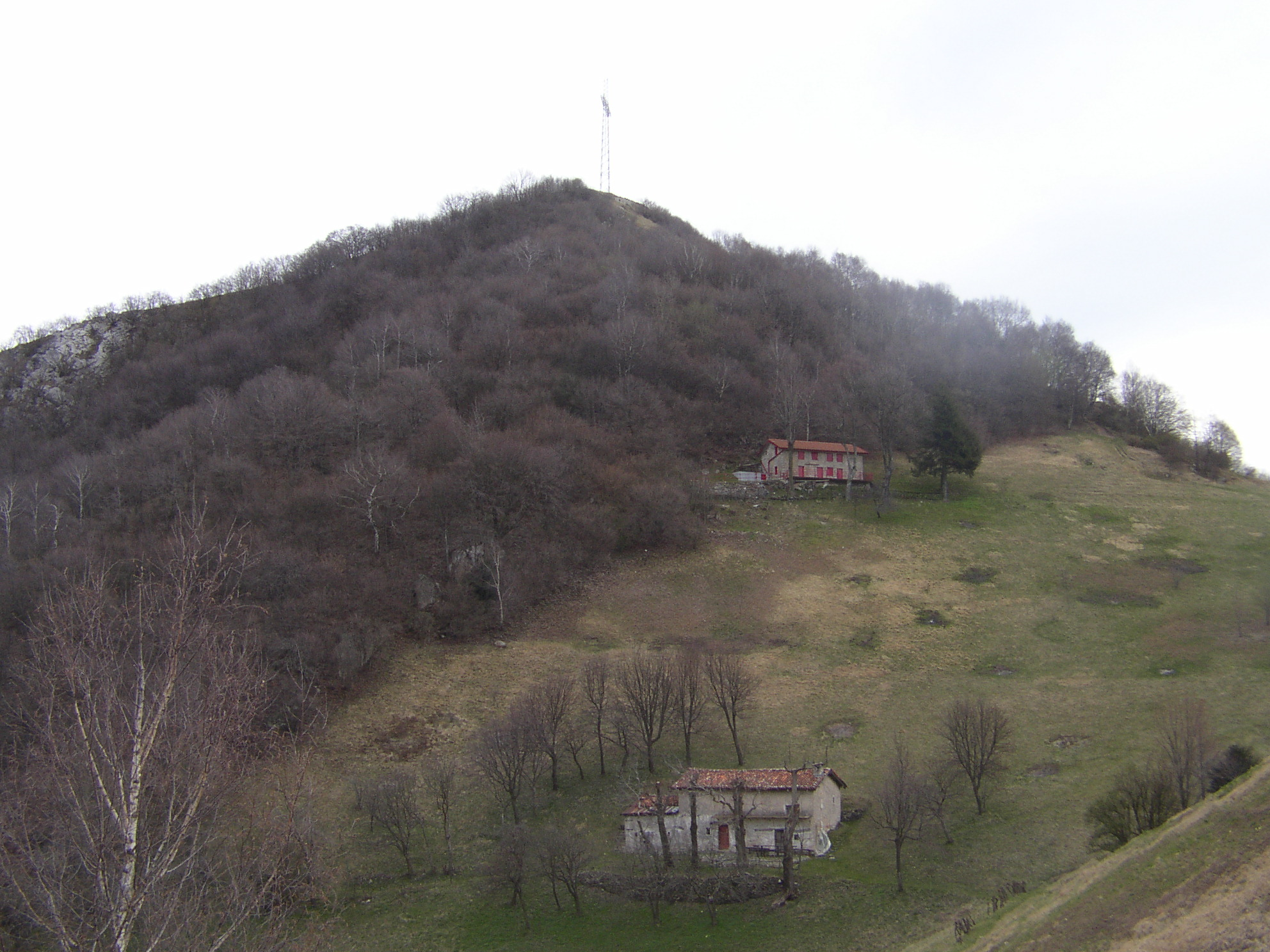
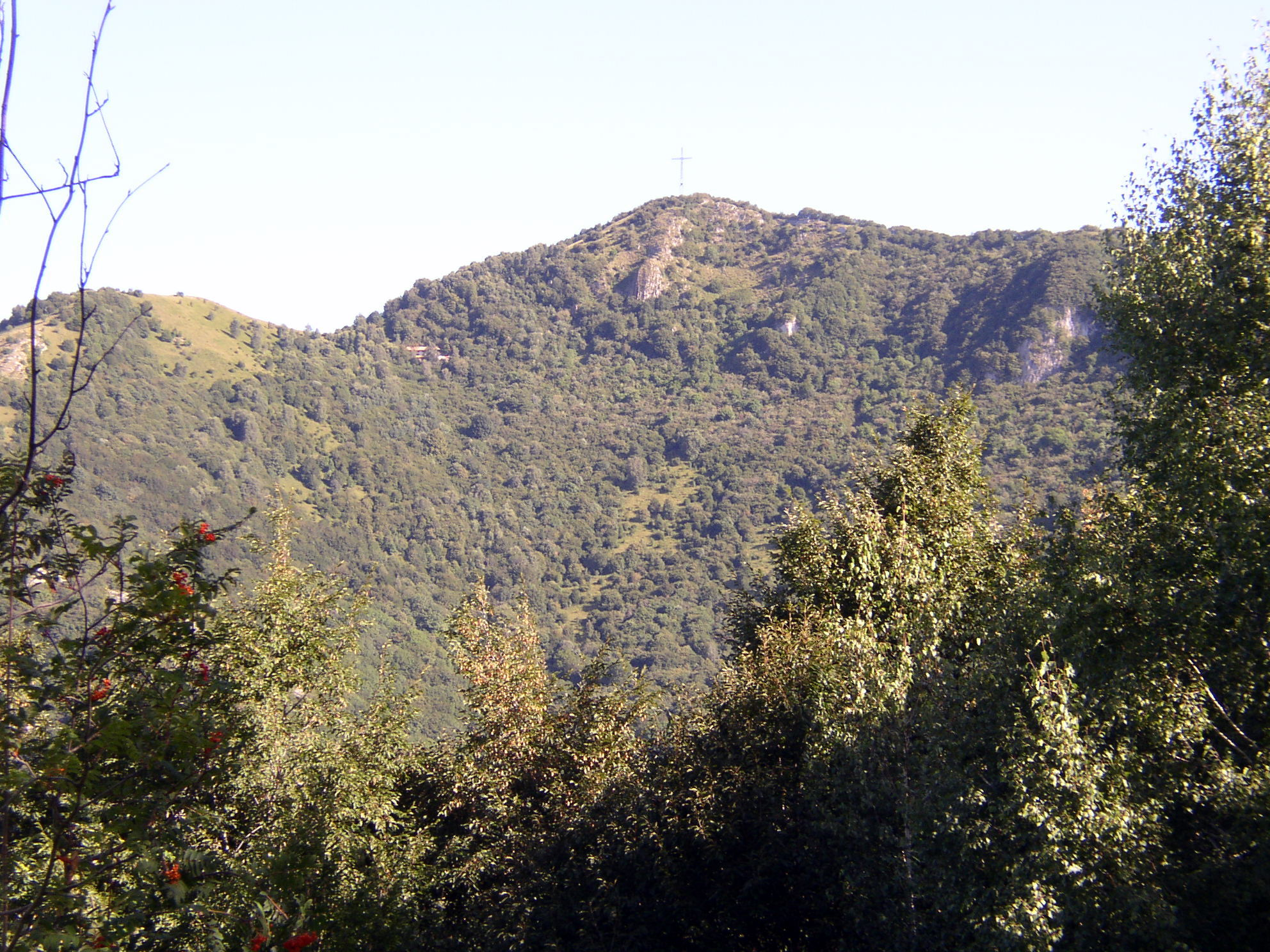